# Anatolij Karielin
Anatolij Michajłowicz Karielin (ros. Анатолий Михайлович Карелин, ur. 16 lipca 1922 w Dałmatowie w obwodzie kurgańskim, zm. 3 stycznia 1974 w Leningradzie) – radziecki lotnik wojskowy, generał major lotnictwa, Bohater Związku Radzieckiego (1953).

## Życiorys
W 1940 skończył szkołę w Krasnodarze, od 28 czerwca 1941 służył w Armii Czerwonej, w 1942 ukończył wojskową lotniczą szkołę pilotów w Majkopie, a w 1944 wojskową lotniczą szkołę pilotów w Krasnodarze. Od grudnia 1944 walczył w wojnie z Niemcami jako lotnik 203 pułku lotniczego na Froncie Leningradzkim, a od kwietnia 1945 1 Ukraińskim, brał udział w działaniach wojennych w Kurlandii i w operacji berlińskiej i praskiej, wykonując 20 lotów bojowych i staczając jedną walkę powietrzną, jednak nie odniósł ani jednego zwycięstwa. Od października 1945 służył w Centralnej Grupie Wojsk w Austrii, od listopada 1945 jako starszy lotnik, a od października 1946 dowódca klucza, od kwietnia 1947 służył na Dalekim Wschodzie, w czerwcu 1951 został szturmanem (nawigatorem) eskadry nocnego lotniczego pułku myśliwskiego. Brał udział w wojnie domowej w Chinach, wykonał wtedy 10 lotów bojowych, nie staczając walk powietrznych. Od czerwca 1951 do lutego 1953 uczestniczył w wojnie w Korei, wykonując ok. 50 lotów bojowych i staczając ok. 10 walk powietrznych, w których zestrzelił osobiście 6 amerykańskich samolotów, a 2 bombowce uszkadzając. W 1957 ukończył Akademię Wojskowo-Powietrzną w Monino i został dowódcą 149 gwardyjskiego lotniczego pułku myśliwskiego 13 Gwardyjskiej Lotniczej Dywizji Myśliwskiej 6 Armii Powietrznej w Leningradzie, od lipca 1960 do lutego 1961 był szefem wydziału przygotowania bojowego i przysposobienia bojowego 30 Korpusu Wojsk Obrony Przeciwlotniczej, potem zastępcą dowódcy 17 Lotniczej Dywizji Obrony Przeciwlotniczej. W 1964 skończył Wojskową Akademię Sztabu Generalnego i został zastępcą szefa lotnictwa 2 Samodzielnej Armii Obrony Przeciwlotniczej, od grudnia 1965 do września 1968 dowodził 4, a od września 1968 do grudnia 1969 14 Lotniczą Dywizją Przeciwlotniczą (23 lutego 1967 otrzymał stopień generała majora lotnictwa), w marcu 1970 został zwolniony do rezerwy.

## Odznaczenia
- Złota Gwiazda Bohatera Związku Radzieckiego (14 lipca 1953)
- Order Lenina (dwukrotnie - 21 czerwca 1952 i 14 lipca 1953)
- Order Czerwonego Sztandaru (dwukrotnie - 25 września 1952 i 22 lutego 1968)
- Order Wojny Ojczyźnianej II klasy (26 czerwca 1945)
- Order Czerwonej Gwiazdy (30 grudnia 1956)
- Medal „Za zasługi bojowe” (13 czerwca 1952)
- Medal „Za zdobycie Berlina”
- Medal „Za wyzwolenie Pragi”

I inne.